# Polynôme constant
En mathématiques, un polynôme constant est un polynôme dont tous les coefficients sont nuls à l'exception éventuelle du coefficient constant.
Un polynôme nul est un polynôme dont tous les coefficients sont nuls, y compris le coefficient constant.

## Propriétés
- La fonction polynomiale associée à un polynôme constant (respectivement nul) est une fonction constante (resp. une fonction nulle).
  - La réciproque est vraie lorsque la fonction est définie sur un ensemble infini et l'anneau des coefficients est intègre (par exemple le corps des rationnels, des réels ou des complexes). On montre même — par récurrence sur n — que pour qu'un polynôme en n indéterminées sur un anneau intègre A soit nul (resp. constant), il suffit que la fonction associée soit nulle (resp. constante) sur un produit de n parties infinies de A.
  - La réciproque est fausse si l'anneau n'est pas intègre ou si l'ensemble sur lequel la fonction est constante est fini. Par exemple, pour tout sous-ensemble fini non vide {a1, ..., an} d'un anneau commutatif, il existe un polynôme non constant à coefficients dans cet anneau et qui prend pourtant la même valeur (nulle) en tous les ak : le polynôme produit des X – ak.
- Le degré d'un polynôme constant non nul est 0. On attribue (par convention) au polynôme nul le degré –∞. Cette convention permet par exemple que l'on ait deg(PQ) = deg(P) + deg(Q) pour tous polynômes P et Q, y compris si P ou Q est nul.
- En analyse réelle ou complexe, les polynômes constants sont les seuls polynômes bornés.